# USS 본험 리처드 (LHD-6)
USS 본험 리처드 (LHD-6)는 미국 해군의 와스프급 강습상륙함 중 3번째 함선이다. 이 함선의 이름은 존 폴 존스의 프리킷에게 경의를 표하기 위해 붙여졌다. 이 이름은 프랑스 주재 미국 대사인 벤저민 프랭클린가 발언한 것으로 프랑스어로 "좋은 사람 리차드"를 의미한다.
이 함선 건설 계약은 1992년 12월 11일 잉걸스 조선소에서 이루어져 1995년 4월 18일 진수되었다. 이 함선은 1997년 3월 14일 진수되었으며, 1998년 5월 12일 미국 해군으로 이송되었고 1997년 8월 15일 배치되었다.
2012년 4월 23일, 본험 리처드는 모항을 켈리포니아 주 샌디에이고에서 일본 사세보시로 옮겨 USS 에식스가 지휘하는 타격 원정대 76에 속하게 되었다.
2014년 4월 16일 세월호 침몰 사고가 발생했을 때 한반도 서해상에서 정기적으로 경계 임무를 수행하던 중 세월호가 침몰하는 것을 보고 구조활동을 실행하기 위한 모든 준비를 하였으나, 대한민국 정부의 사고 해역 진입 불허 방침으로 세월호 근처에도 가보지 못하고 회항하였다. 다음날, 사고지점에서 27km 떨어진 지점을 수색했다.
2020년 7월 13일, 미국 샌디에이고 군항에 있던 본험 리처드가 수리 중 내부 폭발로 화재가 일어났다. 나흘 동안 계속되었다가 잡혔으나 57명이 부상당한 사고였다. 이 사고로 수병 한 명이 조사받았다.
2020년 11월 30일, 결국 복구 불가판정을 받고 폐기하기로 결정된다.

## 같이 보기
- USS 마이애미 (SSN-755)